# Artemis (satélite)
O Artemis (acrônimo de Advanced Relay And Technology Mission) é um satélite de comunicações geoestacionário experimental construído pela Alenia Spazio. Ele está localizado na posição orbital de 21,5 graus de longitude leste e é operado pela Agência Espacial Europeia (ESA). O satélite foi baseado na plataforma e tinha uma expectativa de vida útil de 10 anos. O mesmo está planejado para ser retirado de serviço no ano de 2014.

## Características
A missão do Artemis é por um lado experimentar novas tecnologias e por outro fornecer serviços de comunicações. Leva também elementos do sistema EGNOS (European Geostationary Navigation Overlay Service).
Após o lançamento um problema impediu que o último estágio do foguete colocasse o satélite em órbita geoestacionária, ficando em uma órbita de 590 x 17487 km e uma inclinação de 2,94 graus. Para resolver o problema de se chegar até a órbita geoestacionária foram realizados  uma série de passos consistentes na utilização do motor químico de apogeu em conjunto com o sistema de propulsão iônica de bordo, concebido inicialmente apenas para manter a posição do satélite uma vez situado na órbita geoestacionária. O Artemis atingiu sua órbita de trabalho em 2003 e participou, entre outros experimentos, a comunicação através de laser com o satélite experimental japonês OICETS (também conhecido como Kirari).

## Lançamento
O satélite foi lançado com sucesso ao espaço no dia 12 de julho de 2001, às 23:58 UTC, por meio de um veículo Ariane 5G a partir do Centro Espacial de Kourou, na Guiana Francesa, juntamente com o satélite BSAT-2B. Ele tinha uma massa de lançamento de 3105 kg.